# Thérence Sinunguruza
Thérence Sinunguruza, né le 2 août 1959 à Rurtyazo (commune de Kayokwe dans la province de Mwaro) et mort le 8 mai 2020 à Bujumbura, est un homme politique tutsi burundais.

## Biographie
Thérence Sinunguruza suit des études de droit à l'université du Burundi. Il fait une carrière dans la magistrature et est nommé vice-président de la Cour suprême du Burundi à la fin des années 1980.
Il préside la Commission électorale nationale indépendante (CENI), lors des premières élections pluralistes au Burundi en 1993, remportées par Melchior Ndadaye et son parti le FRODEBU. Il est nommé ambassadeur auprès de l'ONU à New York mais est rapidement rappelé à Bujumbura.
Thérence Sinunguruza est nommé ministre des Réformes institutionnelles et des relations avec l’Assemblée nationale le 5 octobre 1994. Il est chargé, le 22 juillet 1996, par le président par intérim Sylvestre Ntibantunganya de proposer une solution de sortie à la crise qui règne dans la capitale. Pierre Buyoya prend le pouvoir lors d'un coup d'État le 25 juillet et dépose Ntibantunganya. Sinunguruza quitte le gouvernement le 2 août 1996 mais sera ensuite nommé ministre de la Justice et garde des sceaux de 1997 à 2001, puis ministre des Affaires étrangères de 2001 à 2005.
Le 28 août 2010, il est nommé premier vice-président de la République en tant qu'élu du parti majoritaire tutsi : l'UPRONA.